# Trillingane (Enderbyland)
Trillingane (norwegisch für Drillinge) ist ein isolierter Berg im ostantarktischen Enderbyland. Er ragt nördlich des Knausen und nordöstlich der russischen Molodjoschnaja-Station auf. Der Granit, aus dem der Berg besteht, enthält kataklasisches Biotit.
Die Benennung geht vorgeblich auf russische Wissenschaftler zurück.